# تترای کاردینال
تترای کاردینال (نام علمی: Paracheirodon axelrodi) یا به اصطلاح عامیانه نئون کاردینال، یک ماهی آب شیرین از خانواده Characidae از راسته Characiformes است. این ماهی بومی رودخانه‌های اورینوکو بالا و ریو نگرو، شاخه‌ای از رود آمازون در آمریکای جنوبی است. طول بدن آن حدود ۳ سانتیمتر (۱٫۲ اینچ) است. مشخصه قابل توجه این ماهی رنگین کمانی از خط آبی در نیمه بالایی ماهی و خط سرخی سراسری در زیر بدن که این رنگ به صورت روشن جلب توجه می‌کند و از این رو به نام " تترای کاردینال " نامیده می‌شود. تترای کاردینال ظاهری بسیار شبیه به تترای نئون دارد و اغلب با آن اشتباه گرفته می‌شود. رنگ قرمز نئون فقط تا نیمه راه بینی ادامه دارد و نوار آبی تترا نئون، آبی کم‌رنگ‌تری دارد.
تترای کاردینال یک ماهی آکواریومی بسیار محبوب است، اما نسبت به تترای نئون محبوبیت یا پراکندگی کمتری دارد زیرا تا همین اواخر، پرورش آن در اسارت دشوار بود. بسیاری از پرورش دهندگان در حال تکثیر این ماهی هستند. در بیشتر موارد، از روی آسیب‌دیدگی پره‌ها می‌توان تشخیص داد که تترا کاردینال از نمونه‌های صید شده وحشی است یا پرورش داده شده. برخی از آبزی شناسان بر این باورند که ماهیگیران باید همچنان از ماهیگیری پایدار در حوزه آمازون پشتیبانی کنند، زیرا هزاران نفر در منطقه برای صید ماهی برای تجارت آکواریوم استخدام شده‌اند. اگر ماهیگیران معیشت خود را با صید کاردینال و دیگر ماهیان گرمسیری از دست بدهند، ممکن است توجه خود را به قاچاق چوب و جنگل‌زدایی معطوف کنند.

## طبقه‌بندی
لئونارد پیتر شولتز ، آبزی‌شناس آمریکایی، تترای کاردینال را در سال ۱۹۵۶ با عنوان Cheirodon axelrodi معرفی کرد. این نام خاص به افتخار آبزی‌شناس مشهور هربرت آر. اکسلرود (به انگلیسی: Herbert R. Axelrod) به این ماهی داده شده‌است. Hyphessobrycon cardinalis امروزه نام مترادفی منسوخ شده برای این ماهی است. نام تترای کاردینال، به رنگ قرمز درخشان لباس کاردینال‌ها اشاره دارد.
این گونه در تعدادی از اشکال رنگی یا فنوتیپ‌های مختلف وجود دارد. یک فرم «طلایی» و «بلوند نقره‌ای» در آبگیرهای زهکشی ریو نگرو وجود دارد که آبی کمتری در نوار طولی دارد. شکل معمولی در زهکشی ریو نگرو، دارای یک نوار آبی است که تا باله چربی امتداد می‌یابد، در حالی که فنوتیپ اورینوکو دریناگو (Orinoco drainage) دارای نواری است که در پشت باله چربی متوقف می‌شود. فنوتیپ اورینوکو ممکن است زیرگونه ای از P. axelrodi باشد.

## ویژگی‌ها
تترای کاردینال دارای قسمت‌های شکم قرمز روشن و خط آبی رنگ است که در امتداد بدن آن به صورت افقی حرکت می‌کند. رنگین کمان مشخصه این ماهی و ماهیان مربوطه، مانند تترای نئون، یک رنگ ساختاری است که در اثر شکست نور در کریستال‌های گوانین ایجاد می‌شود که در سلول‌های خاصی به نام ایریدوسیت در لایه زیرپوستی ایجاد می‌شود. سایه دقیق آبی که مشاهده می‌شود به زاویه دید بیننده نسبت به ماهی بستگی دارد - اگر دیدگاه طوری تغییر کند که از پایینتر به ماهی نگاه شود، رنگ آن تغییر رنگ می‌دهد و عمیقاً آبی یاقوت کبود و حتی نیلی می‌شود. با این حال، اگر زاویه دید را به بالای ماهی‌ها تغییر دهید در این صورت رنگ آن به سبز سیر تغییر پیدا می‌کند. به نظر می‌رسد اندازه تتراهای کاردینال پرورش‌یافته در اسارت بزرگتر از تتراهای موجود در طبیعت هستند. آنها دارای شکم بزرگ و روده کوچک هستند.

## پراکندگی
تتراهای کاردینال در بخش‌های بالادست رودهای اورینوکو و ریو نگرو که به ترتیب در کلمبیا و ونزوئلا و برزیل واقع شده‌اند، پراکندگی گسترده‌ای دارند.

## تغذیه
تترای کاردینال در مناطقی از آب‌های کم عمق و کم جریان حرکت می‌کند. این جانور غالباً درنده است و از جانوران کوچکی که در گیاهان زیر آب، ریشه‌ها و برگ‌های بستر رود یافت می‌شوند تغذیه می‌کند. جاندارانی رایج شامل لارو پشه‌های بی‌نیش و جاندارانی میکروسکوپی و جاندارانی از خانواده شاخه‌سرونیان نظیر دافنی‌ها و پاروپایان و انواع سخت‌پوستان و دیگر جانداران مانند لاروهای مگس، تخم‌های حشرات، روتیفرها.

## پرورش و طول عمر
تترای کاردینال، در زیستگاه طبیعتی خود، در قسمت‌های بالادست رودخانه‌های محل زندگی اش که بالای آن به‌صورت چتری از شاخ و برگ درختان جنگل‌های بارانی است گسترده‌است، به تعداد زیاد و به صورت گله‌ای شنا می‌کند. چنین آبهایی در معرض سایه شدید درختان جنگل‌های بارانی قرار دارند و تقریباً هیچ نور خورشیدی به آنها نمی‌رسد. در اینجا، ماهی‌ها در دسته‌های بزرگ و به صورت دسته‌جمعی تخم‌ریزی می‌کنند. اگر ماهی‌ها آماده تخم ریزی باشند، نر که جثه‌ای باریک‌تر دارد، ماده را در لا به لای گیاهان و برگ‌های ریخته شده دنبال می‌کند. ماهی ماده آماده جفتگیری و تخم‌ریزی، معمولاً به نر اجازه می‌دهد که در کنار او شنا کند و شناکنان با هم تخمک و اسپرم آزاد می‌کنند.
این ماهی با اینکه در طبیعت معمولاً گونه‌ای یک‌ساله با طول عمر غالباً یک سال می‌باشد، اغلب چندین سال در اسارت زندگی می‌کند. برای کسانی که به دنبال پرورش آنها در آکواریوم هستند، بهترین راه این است که از همان ساختار طبیعی تقلید کنند. در مطالعه‌ای که در شهر مانائوس برزیل انجام شد، تتراهای اصلی به مدت ۹۶ ساعت تحت شرایط نامطلوب آب قرار گرفتد. در این شرایط، ماهی‌ها در دمای کمتر از ۱۹٫۶ درجه سانتی گراد و بالاتر از ۳۳٫۷ درجه سانتی گراد و pH زیر ۲٫۹ یا بالاتر از ۸٫۸ از بین رفتند.